# Mieczysław Fogg
Mieczysław Fogg (n. 30 mai 1901, Varșovia, Imperiul Rus – d. 3 septembrie 1990, Varșovia, Polonia) a fost un cântăreț polonez.